# 古田良一
古田 良一（ふるた りょういち、1893年11月7日 - 1967年7月12日）は、日本の日本史学者。

## 略歴
愛知県愛知郡熱田町（現・名古屋市熱田区）出身。京都帝国大学文科大学史学科で、内田銀蔵に師事した。1918年卒業。卒業論文は「徳川時代に於ける史学の発達」。神戸市史編纂員を経て、東北帝国大学法文学部助教授となり、1929年教授。東北大学教授となり1957年定年退官、名誉教授、宮城学院女子大学教授。1947年「東廻海運及び西廻海運の研究」で文学博士。東北史学会を創立し、「宮城県史」「仙台市史」などを編集した。

## 著書
- 『概説論理学』泰文社 1929
- 『概説倫理学』東京泰文堂 1930
- 『概観日本通史』同文書院 1939
- 『国史七論』高陽書院 1940
- 『日本海運史綱要』経済図書 1943
- 『教養としての国史』 (教養叢書) 堀書店 1948
- 『新日本歴史要説』同文書院 1952
- 『日本海運史概説』同文書院 1955
- 『海運の歴史』 (日本歴史新書) 至文堂 1961
- 『河村瑞賢』 (人物叢書) 吉川弘文館 1964

### 記念論集
- 『東北史の新研究』古田良一博士還暦記念会編 文理図書出版社 1955 復刻版 万葉堂出版 1983